# Grupo Uriach
Uriach es una empresa europea líder en el sector del autocuidado natural de la salud (“natural consumer healthcare”). Uriach comercializa productos para el cuidado y el bienestar, basados en ingredientes activos presentes en la naturaleza y potenciados por la ciencia, para consumidores y profesionales de la salud. Fundada en Barcelona hace más de 185 años, Uriach dispone actualmente de filiales en 11 países europeos y distribuye sus productos en 80 países de todo el mundo. Su portafolio de productos incluye marcas europeas líderes como Aquilea, Laborest, Fisiocrem, Emser, Pediakid y Pascoe, en un amplio número de categorías como sueño y relajación, salud femenina, bienestar muscular, salud respiratoria, bienestar infantil e inmunidad.

## Historia
Uriach nace en una pequeña droguería del barrio barcelonés del Borne, ante la basílica de Santa María de Mar. En 1898 abre un pequeño laboratorio en el barrio de la Barceloneta donde elabora preparados para las oficinas de farmacia de Barcelona. Con el tiempo, obtiene la representación de varias firmas extranjeras para fabricar sus productos, con lo que se convierte en mayorista y distribuidor de medicamentos.
En 1925, el laboratorio se constituye como una empresa farmacéutica bajo el nombre de J. Uriach y Cía. y empieza a distribuir productos como la sal de frutas Bishop's o la Fosfatina Falières. Las generaciones sucesivas de la familia Uriach mantienen las dos patas principales del negocio: por un lado, la droguería, que comercializa todo tipo de artículos y, por el otro, los fármacos, que elaboran y suministran al por mayor a las oficinas de farmacia. Durante la posguerra, el negocio vive una transformación incesante. Joan Uriach se da cuenta de que el futuro pasa por los medicamentos específicos indicados por una dolencia determinada. De esta forma, la compañía va reduciendo la fabricación bajo licencia para dedicarse a la elaboración de sus propios fármacos.
En la década de los 50, Uriach empieza a distribuir la Biodramina con gran éxito. En los 60, la industria farmacéutica se centra en la investigación y la fabricación de materias primas y nace la división de Química Fina, con el objetivo de servir a un mercado global de productos genéricos. Su tarea es sintetizar los principios activos (APIs) para suministrarlos a los fabricantes de genéricos. Uriach los empieza a fabricar en su nueva planta química de San Fausto de Campcentellas, inaugurada en 1967.
La incorporación de Joan Uriach Marsal, cuarta generación familiar, en 1955, coincide con la internacionalización de la economía española. Se crea el primer departamento de investigación de la compañía y se comercializan fármacos como Disgren (Triflusal), Flutrimazol (antimicótico), Glisentida (antidiabético oral), Brovanexina (mucolítico) y Flupamesona (corticoide tópico). Con la llegada de la quinta generación, formada por los hermanos Juan, Javier, Enrique y Joaquín Uriach Torelló, se inician definitivamente las etapas de profesionalización, internacionalización y reorientación estratégica de la compañía, hacia el Natural Consumer Health Care (productos de salud no financiados por la Seguridad Social, basados en ingredientes naturales y potenciados con la ciencia). En 2021, realiza una nueva reorganización de su estructura corporativa creando el Consejo de Propietarios (con la misión de consensuar la opinión de los accionistas familiares en relación con los temas relevantes que afecten a Uriach y dar entrada futura a las siguientes generaciones en los órganos de Gobierno).  
El proceso de transformación hacia el Natural CHC, culmina a finales de 2021 cuando Uriach decide vender su negocio farmacéutico tradicional, las actividades industriales, NCEs, genéricos y contract manufacturing. Con esta desinversión y su apuesta por continuar creciendo tanto orgánica como inorgánicamente, se confirma su objetivo de posicionarse como líder europeo en el segmento de Natural Consumer Healthcare.

### Cronología reciente
En mayo de 2015 Uriach compra la marca Fisiocrem. Se trata de los derechos de producción y venta para España, América Latina e Italia de un gel para el tratamiento de problemas musculares. Ese mismo año adquiere Laborest, una empresa italiana que comercializa productos sofisticados e innovadores a través de representantes médicos, agregando a su cartera el multivitamínico Tiobec y el complemento para la relajación Pineal. Por último, en 2015 también llega a Portugal a través de una inversión greenfield (Uriach-Aquilea Portugal)
En 2017 Uriach adquiere la empresa portuguesa Theralab, cuyo producto estrella es el suplemento de pérdida de peso Depuralina, entre otros. En 2018 Uriach adquiere otras dos empresas más en Italia. Se trata de Progine, empresa con una clara vocación por el bienestar de la mujer, y de AR Fitofarma, que comercializa complementos alimenticios para niños.
En 2021 Uriach compra la empresa alemana Sidroga, que ocupa una posición destacada en la región DACH (Alemania, Austria y Suiza). Las marcas clave incluyen los tés medicinales homónimos de Sidroga y la marca de salud para las vías respiratorias Emser. En mayo de 2022, también adquirió Medimow, dedicada a la comercialización de complementos alimenticios para pediatría y distribuidora de los productos de Uriach en Rumanía desde 2018.
En julio de 2024 la Unión Europea dio luz verde a la adquisición de la firma francesa Laboratories Ineldéa. A continuación, la empresa, cien por cien en manos de la familia Uriach en su quinta generación, a través de Enrique Uriach, por la propiedad, y Oriol Segarra como consejero delegado, anuncian un acuerdo con el fondo británico ICG por el que el fondo entra como socio minoritario con un 30 % del capital de la compañía.  En 2024, Uriach adquiere la compañía alemana de productos naturales Pascoe.